# بهادر اعلمی هرندی
بهادر اعلمی‌هرندی پزشک و عضو فرهنگستان علوم پزشکی است.
وی در سال ۱۳۱۸ در شهر هرند اصفهان متولد شد. تحصیلات ابتدایی را در دبستان قدسیه در سال ۱۳۲۵ و تحصیلات متوسطه را در دبیرستان سعدی آغاز نمود و در سال ۱۳۳۶ موفق به اخذ مدرک دیپلم گردید. تحصیلات عالی خود را در سال۱۳۳۶ در رشته پزشکی دانشکده پزشکی دانشگاه اصفهان آغاز کرد و در سال ۱۳۴۳ فارغ‌التحصیل شد. وی در سال ۱۹۷۳ موفق به اخذ درجة تخصصی در رشتة ارتوپدی آمریکا گردید و اکنون در بخش ارتوپدی بیمارستان شریعتی (تهران) با عنوان «استاد» مشغول به کار می‌باشند.

## افتخارات
بهترین انترن سال در بیمارستان Methodist hospital of Brooklyn Newyork در سال ۱۹۶۷-۱۹۶۶ و دریافت سینی نقره مخصوص

## سمت‌های اجرائی
۱- مدیر گروه ارتوپدی از بدو تأسیس تاکنون (سال ۱۳۶۷ تاکنون) 
۲- عضو هیئت امنا دانشگاه علوم پزشکی تهران از بدو تشکیل تاکنون
۳- عضو پیوسته فرهنگستان علوم پزشکی از سال ۱۳۶۹ تاکنون
۴- عضو هیئت ممتحنه و ارزشیابی رشته جراحی استخوان و مفاصل در وزارت بهداشت طی ۲۴ سال گذشته
۵- مسئول آموزش ارتوپدی بیمارستان شفایحیائیان از سال ۵۵-۱۳۵۰